# Südliche Zwergmeerkatze
Die Südliche Zwergmeerkatze (Miopithecus talapoin) ist eine Primatenart aus der Familie der Meerkatzenverwandten (Cercopithecidae). Die nördlichen Populationen werden seit 1997 als Nördliche Zwergmeerkatze als eigenständige Art geführt.

## Merkmale
Von ihren nördlichen Verwandten unterscheiden sie sich darin, dass die Ohren und die unbehaarte Gesichtshaut schwarz und nicht fleischfarben gefärbt sind. Sie erreichen eine Kopfrumpflänge von 32 bis 45 Zentimetern und ein Gewicht von 1,1 bis 1,4 Kilogramm und bilden damit zusammen mit ihren nördlichen Verwandten die kleinsten Altweltaffen. Ihr Fell ist an der Oberseite graugrün und an der Unterseite gelblich-weiß gefärbt. Der Kopf ist vergleichsweise groß und die Schnauze kurz.

## Verbreitung und Lebensraum
Südliche Zwergmeerkatzen leben in Afrika. Ihr Verbreitungsgebiet umfasst Angola und den Südwesten der Demokratischen Republik Kongo. Der Kongo bildet die Nordgrenze ihres Verbreitungsgebietes, nördlich davon leben die Nördlichen Zwergmeerkatzen. Lebensraum dieser Tiere sind Flusswälder und andere Wälder in Wassernähe.

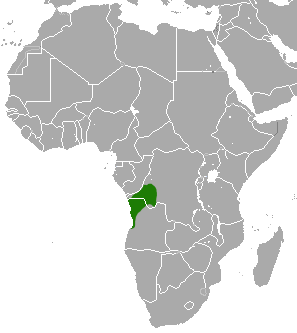
Verbreitungskarte der Südlichen Zwergmeerkatze

## Lebensweise
Viele Beobachtungen der Lebensweise der Zwergmeerkatzen stammen von der nördlichen Art, die der südlichen Art dürfte weitgehend übereinstimmen. Demnach sind diese Tiere tagaktive Baumbewohner, die aber auch gut schwimmen können. Sie leben in großen Gruppen, die sich zur Nahrungssuche in kleinere Untergruppen aufteilen. Sie sind Allesfresser, die vorwiegend Früchte und Insekten, aber auch andere Pflanzenteile und Kleintiere zu sich nehmen.

## Gefährdung
Der Gefährdungsgrad der Südlichen Zwergmeerkatze ist unklar. Hauptbedrohung dürfte die Lebensraumzerstörung darstellen, die Bejagung spielt wegen der geringen Körpergröße keine Rolle. Die IUCN fasst die beiden Zwergmeerkatzen zu einer Art zusammen und listet sie als nicht gefährdet.